# Ulica Grażyny w Warszawie
Ulica Grażyny – ulica w warszawskiej dzielnicy Mokotów.

## Historia
Ulica Grażyny została wytyczona około 1900 podczas parcelowania gruntów przedmieścia Mokotów. Jej pierwszą zabudowę stanowił zespół budynków Związku Spółdzielni Spożywców „Społem“, wzniesiony w 1912 pod numerem 13. Krótko potem, przed 1918, ulicę wybrukowano polnym kamieniem. W 1930 powstała sąsiednia willa pod numerem 11. W okresie międzywojennym kompleks budynków „Społem“ dwukrotnie (w 1930 i 1938) rozbudowano.
Liczne kamienice powstały w ostatnich latach przed wybuchem II wojny światowej. Zabudowa ocalała i po wojnie uzupełniono ją obiektami o podobnej stylistyce.